# Lista över Eritreas presidenter
Detta är en lista över Eritreas presidenter.
| Nummer | Bild | Namn                     | Ämbetsperiod  |
| ------ | ---- | ------------------------ | ------------- |
| 1      |      | Isaias Afewerki (1946– ) | 24 maj 1993 – |